# فرناند سانت جيرمان
فرناند سانت جيرمان (بالإنجليزية: Fernand St. Germain)‏ هو محامي وسياسي أمريكي، ولد في 9 يناير 1928 في الولايات المتحدة، وتوفي في 16 أغسطس 2014 في نفس البلد. حزبياً، نشط في الحزب الديمقراطي. وقد انتخب عضو مجلس النواب الأمريكي.